# フェヘール・ミクローシュ
フェヘール・"ミキ"・ミクローシュ（Miklós "Miki" Fehér（ハンガリー語発音: [ˈmikloːʃ ˈfɛheːr]）、1979年7月20日 - 2004年1月25日）は、ハンガリー・タタバーニャ出身の元サッカー選手。生前のポジションはフォワードで、プロ通算59得点のストライカーであった。
プリメイラ・リーガのSLベンフィカ在籍中の2004年1月25日、ギマランイスにて行われたヴィトーリアSCとのリーグ戦の最中に心筋梗塞により死去した。

## 経歴

### クラブでのキャリア
ジェールETO FCの下部組織出身で1995年にトップチームでも登録されるようになった。1998年、FCポルトにスカウトされて移籍するまでの3年間に、フェヘールは62試合に出場して23得点を挙げた。
ポルトでは当初出場機会に恵まれず、2000-01シーズンからは同クラブのBチームにも登録された。また経験を積ませる目的で、SCサルゲイロスやSCブラガにローン移籍の形で出され、サルゲイロスでは2000年に14試合出場5得点、ブラガでは2000-01シーズンに26試合出場14得点の成績を修めた。
2002年にSLベンフィカに移籍し、2002-03・2003-04シーズンで28試合に出場して7得点を挙げた。

### 突然の死
2004年1月25日、ベンフィカはヴィトーリアSCのホームタウンであるギマランイスで、同クラブとのリーグ戦に臨むために遠征した。
フェヘールは後半15分から試合に出場し、試合終了間際にフェルナンド・アグイアールが挙げた決勝点となる得点をアシストしたが、その際、遅延行為によるイエローカードを受けた。イエローカードを受けた直後、フェヘールはピッチ上に前のめりに身を屈め、そしてピッチ上に仰向けに倒れた。心肺蘇生法が施された後、フェヘールはピッチ内に到着した救急車によって病院へと搬送されたが、3時間後に死亡が確認された。24歳没。死因は肥大型心筋症による心停止だった。この試合はテレビで生放送されていて、チームメイトのみならず、相手選手なども悲しむ姿がしばしば映し出された。

### 死後
フェヘールを祈念して、ベンフィカはフェヘールが用いていた同クラブの背番号29番を永久欠番とした。また祖国ハンガリーに埋葬のため搬送されるまで、フェヘールの遺体はベンフィカのホームスタジアムであるエスタディオ・ダ・ルスに安置され、FCポルトのサッカーディレクターであったレイナルド・テレス、そしてジョゼ・モウリーニョを含む多くの人々が弔問に訪れた。
同年5月、全選手を含むベンフィカの代表団はハンガリーに渡り、フェヘールの両親に2004-05シーズンのリーガ・サグレスチャンピオンメダルを手渡した。
リスボン市内にて2010 FIFAワールドカップ欧州地区予選、ポルトガル対ハンガリー戦が行われる前日であった2009年10月9日、ハンガリー代表の関係者はエスタディオ・ダ・ルスを訪れ、フェヘールの胸像に花輪を捧げた。

### ハンガリー代表におけるキャリア
1996年にU-21ハンガリー代表に初選出され、2000年まで同代表より招集を受けた。
1998年10月、UEFA EURO 2000予選 (対戦相手: アゼルバイジャン) でハンガリーA代表にデビューし、通算25試合に出場して7得点を挙げた。2000年10月11日には2002 FIFAワールドカップ予選グループリーグのリトアニアとの試合ではハットトリックを記録している (試合は6-1でハンガリーが勝利した) 。

## 個人成績
| シーズン  | クラブ       | リーグ                                 | リーグ | リーグ | カップ | カップ | 国際大会 | 国際大会 | 合計 | 合計 |
| シーズン  | クラブ       | リーグ                                 | 出場   | 得点   | 出場   | 得点   | 出場     | 得点     | 出場 | 得点 |
| --------- | ------------ | -------------------------------------- | ------ | ------ | ------ | ------ | -------- | -------- | ---- | ---- |
| 1995–96   | ジェールETO  | ネムゼティ・バイノクシャーグI          | 8      | 2      |        |        | —        | —        | 8    | 2    |
| 1996–97   | ジェールETO  | ネムゼティ・バイノクシャーグI          | 29     | 8      |        |        | —        | —        | 29   | 8    |
| 1997–98   | ジェールETO  | ネムゼティ・バイノクシャーグI          | 25     | 13     |        |        | —        | —        | 25   | 13   |
| 1998–99   | ポルト       | プリメイラ・リーガ                     | 5      | 0      | 2      | 0      | 1        | 0        | 8    | 0    |
| 1999–2000 | ポルト       | プリメイラ・リーガ                     | 5      | 1      | 1      | 0      | 2        | 0        | 8    | 1    |
| 1999–2000 | ポルトB      | セグンダ・ディヴィゾン・ポルトゥゲーサ | 4      | 1      | —      | —      | —        | —        | 4    | 1    |
| 1999–2000 | サルゲイロス | プリメイラ・リーガ                     | 14     | 5      | 2      | 1      | —        | —        | 16   | 6    |
| 2000–01   | ブラガ       | プリメイラ・リーガ                     | 26     | 14     | —      | —      | —        | —        | 26   | 14   |
| 2001–02   | ポルトB      | セグンダ・ディヴィゾン・ポルトゥゲーサ | 3      | 1      | —      | —      | —        | —        | 3    | 1    |
| 2002–03   | ベンフィカ   | プリメイラ・リーガ                     | 17     | 4      | 1      | 0      | —        | —        | 18   | 4    |
| 2003–04   | ベンフィカ   | プリメイラ・リーガ                     | 13     | 3      | 2      | 0      | 4        | 1        | 19   | 4    |
| 合計      | ハンガリー   | ハンガリー                             | 62     | 23     |        |        | —        | —        | 62   | 23   |
| 合計      | ポルトガル   | ポルトガル                             | 87     | 29     | 8      | 1      | 7        | 1        | 102  | 31   |
| 通算      | 通算         | 通算                                   | 149    | 52     | 8      | 1      | 7        | 1        | 164  | 54   |

## タイトル

### クラブ
ポルト
- プリメイラ・リーガ : 1回 (1998-99)
- タッサ・デ・ポルトガル : 1回 (1999-2000)
- スーペルタッサ・カンディド・デ・オリベイラ : 2回 (1998, 1999)

ベンフィカ
- タッサ・デ・ポルトガル : 1回 (2003-04)[9]

### 個人
- ハンガリー年間最優秀若手選手 : 1回 (1997)